# Diagonaal van de leegte

Bevolkingsdichtheid van de Franse departementen.

Tussen de stippellijnen, de Diagonaal van de leegte

De diagonaal van de leegte (Frans: Diagonale du vide) is een uitdrukking waarmee men doelt op een noordoost-zuidwest georiënteerde zone in Frankrijk die gekenmerkt wordt door een zwakke economie, lage bevolkingsdichtheid, bevolkingsdaling en achtergebleven infrastructuur. De bevolkingsdichtheid is er onder de 30 personen per vierkante km (tegen 113 per km² voor Frankrijk als geheel). Er liggen ook vrijwel geen grotere steden. Ook de Protestbeweging van de gele hesjes staat er sterk. 
Het bestaan van de Diagonaal is enerzijds te verklaren door het feit dat deze bestaat uit gebieden die ver van de kusten liggen (en ver van de grotere rivieren). Hierdoor was het gebied verstoken van belangrijke steden. De industrialisering van de 19e eeuw verergerde dit probleem doordat veel jonge mensen van het platteland naar de steden trokken, en zoals gezegd waren die er bijna niet in de Diagonaal door de afwezigheid van kusten en belangrijke rivieren. De laatste jaren probeert de Franse overheid de economie in deze regio te stimuleren door nieuwe infrastructuur, extra subsidies en een stimulering van het toerisme.
De volgende departementen liggen geheel of gedeeltelijk* in de zone die als diagonaal van de leegte beschouwd wordt. De opsomming is van noordoosten naar zuidwesten.
Ardennes, Meuse, Marne*, Haute-Marne, Aube, Yonne, Côte-d'Or*, Nièvre, Cher, Indre, Allier, Creuse, Haute-Vienne, Puy-de-Dôme, Corrèze, Dordogne, Lot, Cantal, Haute-Loire, Ardèche*, Lozère, Aveyron, Tarn*, Lot-et-Garonne, Tarn-et-Garonne, Gers, Landes, Pyrénées-Atlantiques.
De Diagonaal maakt deel uit van een groter gebied met een relatief lage bevolkingsdichtheid binnen Europa. In het zuiden zet deze zich voort in Spanje en Portugal bijna tot aan de zuidwestkust (met Madrid en Zaragoza als markante uitzonderingen), en in het noorden loopt deze over in de dunbevolkte Belgische en Luxemburgse Ardennen en Duitse Eifel om uiteindelijk tegen de Rijn dood te lopen.